# You and Me (Declan Galbraith-album)
A You and Me Declan Galbraith énekes 2007. november 23-án megjelent harmadik stúdióalbuma.

## Az album dalai
1. "You and Me"
2. "Leavin' Today"
3. "Ego You"
4. "I Think I Love You" - The Partridge Family
5. "I Do Love You"
6. "Nothing Else Matters" - Metallica
7. "Missing You" - John Waite
8. "Everybody Tells Me"
9. "Moody Blues" - Declan Galbraith
10. "Sister Golden Hair" - America
11. "Maybe" - Thom Pace
12. "Everything's Gonna Be Alright"
13. "Ruby Tuesday" - Rolling Stones
14. "I'd Love You to Want Me" - Lobo
15. "The Living Years" - Mike & the Mechanics
16. "I'm Crying For You"
17. "Guardian Angel" (Christmas Bonus Track)